# Barnes (Kansas)
Barnes – miasto w Stanach Zjednoczonych, w stanie Kansas, w hrabstwie Washington.